# E802

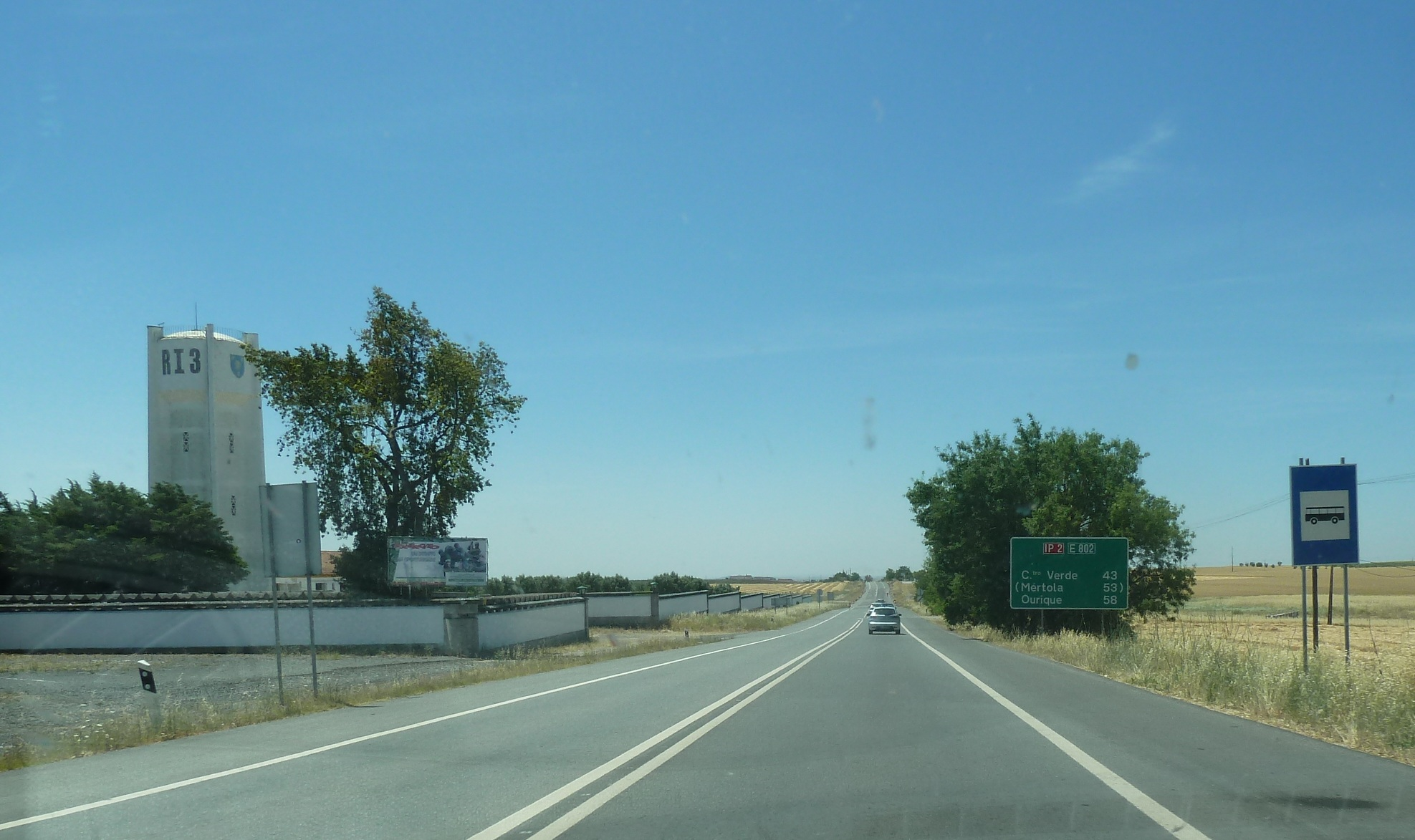
Väg IP2/E802 söder om Beja.

E802 eller Europaväg 802 är en europaväg som går mellan Bragança och Ourique i Portugal. Längd 590 km.

## Sträckning
Bragança - Guarda - Castelo Branco - Portalegre - Évora - Beja - Ourique

## Standard
Vägen är landsväg större delen av sträckan och har där det nationella numret IP2. En delsträcka består av motorvägen A23.

## Anslutningar till andra europavägar
| - E82 - E80 - E806 |  | - E90 - E1 |